# Aeschynomene fluminensis
Aeschynomene fluminensis är en ärtväxtart som beskrevs av Vell. Aeschynomene fluminensis ingår i släktet Aeschynomene och familjen ärtväxter.

## Underarter
Arten delas in i följande underarter:
- A. f. fluminensis
- A. f. tuberculata